# ジョヴァンナ・トルナブオーニの肖像
『ジョヴァンナ・トルナブオーニの肖像』（伊: Ritratto di Giovanna Tornabuoni, 英: The Portrait of Giovanna Tornabuoni）は、ルネサンス期のイタリアの画家ドメニコ・ギルランダイオが1488年に制作した絵画である。テンペラ画。『ジョヴァンナ・デリ・アルビッツィの肖像』（英: Portrait of Giovanna degli Albizzi）としても知られる。この肖像画はロレンツォ・トルナブオーニと結婚したフィレンツェの貴婦人ジョヴァンナ・デリ・アルビッツィを描いている。肖像画は1489年から1490年にジョヴァンナの死後に夫ロレンツォから依頼されたもので、多くの象徴的なディテールを含んでいる。現在はマドリードのティッセン＝ボルネミッサ美術館に所蔵されている。15世紀のフィレンツェの肖像画の好例であるとともに、ティッセン＝ボルネミッサ美術館の最も魅力的な肖像画の1つとなっている。

## 作品
ロレンツォ・トルナブオーニの妻ジョヴァンナは1488年に出産がもとで死去した。この年は肖像画の背景に描かれたカルテリーノ（イタリア語で一枚の紙）に記入されている。肖像画は彼女の夫ロレンツォによって委託され、トルナブオーニ家のために彼女の死から約2年後の1489年から1490年頃に描かれた。彼女はトルナブオーニ礼拝堂の彼女の他の肖像画と同じくギルランダイオの肖像画と同じ髪型のジョヴァンナのメダルのおかげで特定された。
当時一般的であった、直線的かつ装飾的な配置で若い女性を真横から描いている。この横顔の肖像画は15世紀のフィレンツェの肖像画の一般的な様式であった。人物像はガムッラのベストなどの高価な服を着ている。右側の彼女の後ろの背景には、珊瑚のネックレス（おそらくロザリオ）、部分的に閉じられた祈祷書、そして紀元1世紀の詩人マルクス・ウァレリウス・マルティアリスのエピグラムから取られたラテン語の碑文が描かれている。彼女の手にはハンカチが握られている。ジョヴァンナの姿は、当時の伝統であった外観とプロポーションを理想化して描かれている。

## シンボリズム
この肖像画の多くの側面は、彼女の富、社会的地位、信心深さを強調する上で象徴的な意味を持っている。ジョヴァンナの素晴らしい服装は、彼女の地位と一族の富を示している。トルナブオーニの紋章は彼女の服にあり、彼女の肩の刺繍には夫のロレンツォを指す2つの《L》の文字がある。これらの紋章はジョヴァンナの一族を意味し、目にも明らかな豊かさがどこに由来するのかを説明している。服装に加えて、真珠やブローチの存在も一族の富を強調している。肖像画に描かれたペンダントは、金の土台にセットさせた大きなルビーとその上に小さなダイヤモンドがあり、その下に3つの真珠が吊り下がっている。これはジョヴァンナの描写に見られる指標となる装飾であり、ロドヴィカの持参金に由来する。

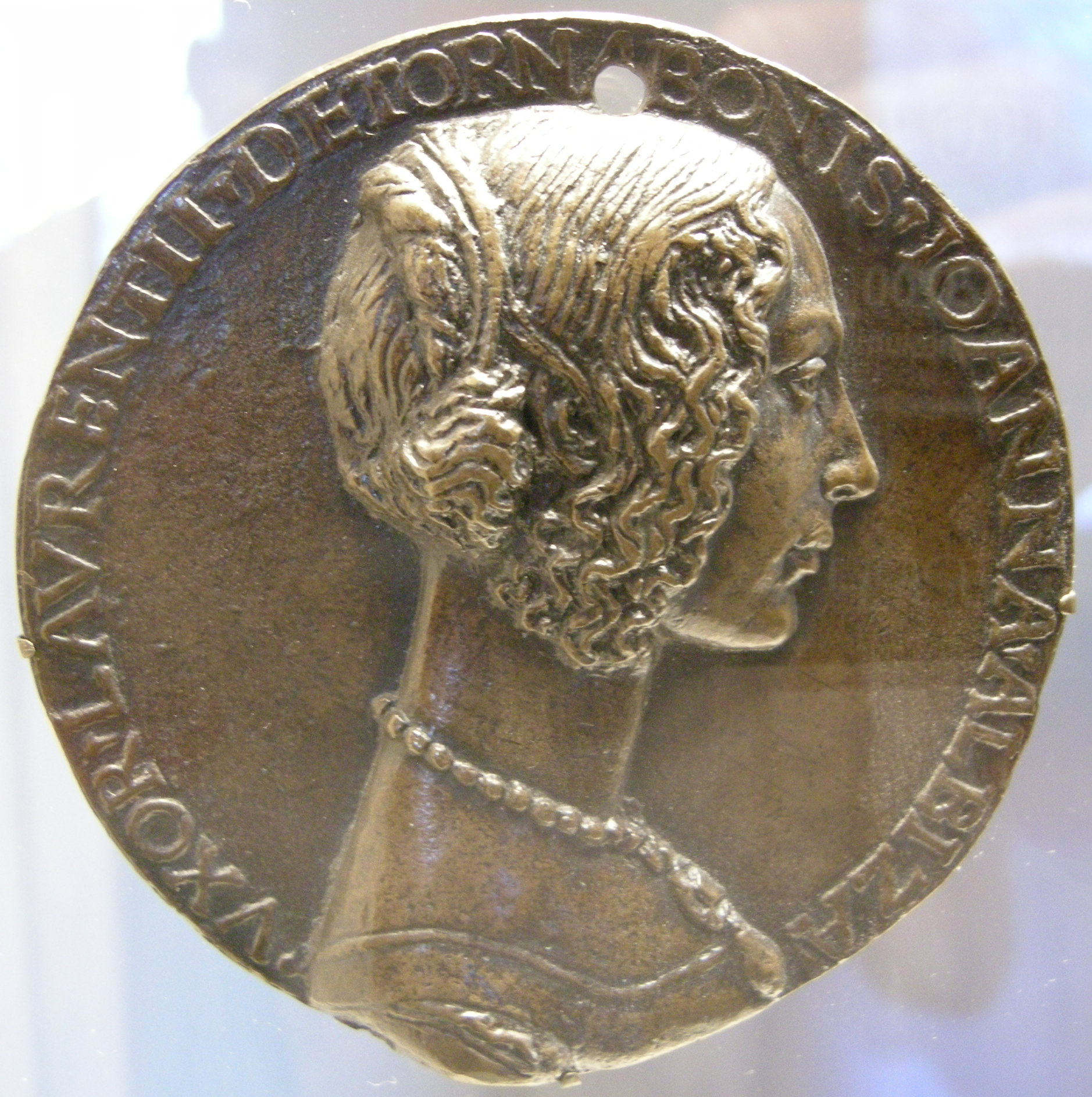
ジョヴァンナの横顔のメダル。

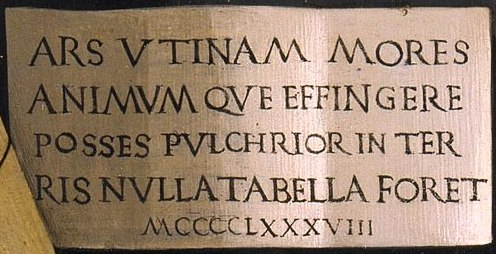
背景のカルテリーノ。

肖像画の別のシンボルは背景にある数珠つなぎになった珊瑚のビーズである。これはおそらくロザリオであり、ジョヴァンナの信心深さを示している。ルネッサンス期には珊瑚にも多くの含意があった。それは悪を防ぎ、出産を助けると信じられており、キリストの血と関係があった。ジョヴァンナの後ろに見られる書物、おそらく祈祷書も、彼女の信心深さと教養ある社会的地位について言及している。
この肖像画の背景の重要な側面はジョヴァンナの背後にあるカルテリーノである。碑文はマルティアリスの詩の抜粋に手が加えられている。エピグラムには次のように書かれている。
このエピグラムは後ろに配置されているモデルの美徳と 画家の技術の両方を表している。ジョヴァンナの美しさに言及することで、ギルランダイオはモデルの美しさが彼らの道徳を反映していることを伝えている。エピグラムの調整はロレンツォの教師の1人である人文主義者アンジェロ・ポリツィアーノによって行われた可能性がある。

## 分析
『ジョヴァンナ・トルナブオーニの肖像』は広く研究されており、X線撮影、紫外線検査、赤外線リフレクトグラフィー、および塗装の断面研究といった科学的技術で分析されている。これらの分析を通して、肖像画は絵筆による下絵で制作されたことが判明した。下絵と完成作の間には手の位置とアクセサリーを含むいくつかの違いがある。手は最初は高い位置に保持されていたが、完成作ではあまり主張のない位置に下げられた。ジョヴァンナが最終的な肖像画で着用しているネックレスは、もともとはビーズが数珠つなぎになった異なる形のペンダントであった。また背景にある他のアクセサリーは下絵の段階では描かれていなかった。ギルランダイオはまた髪型と人物の身体の曲線を変更している。全体として、最終的な肖像画はもとの下絵よりも理想化されている。

## 来歴

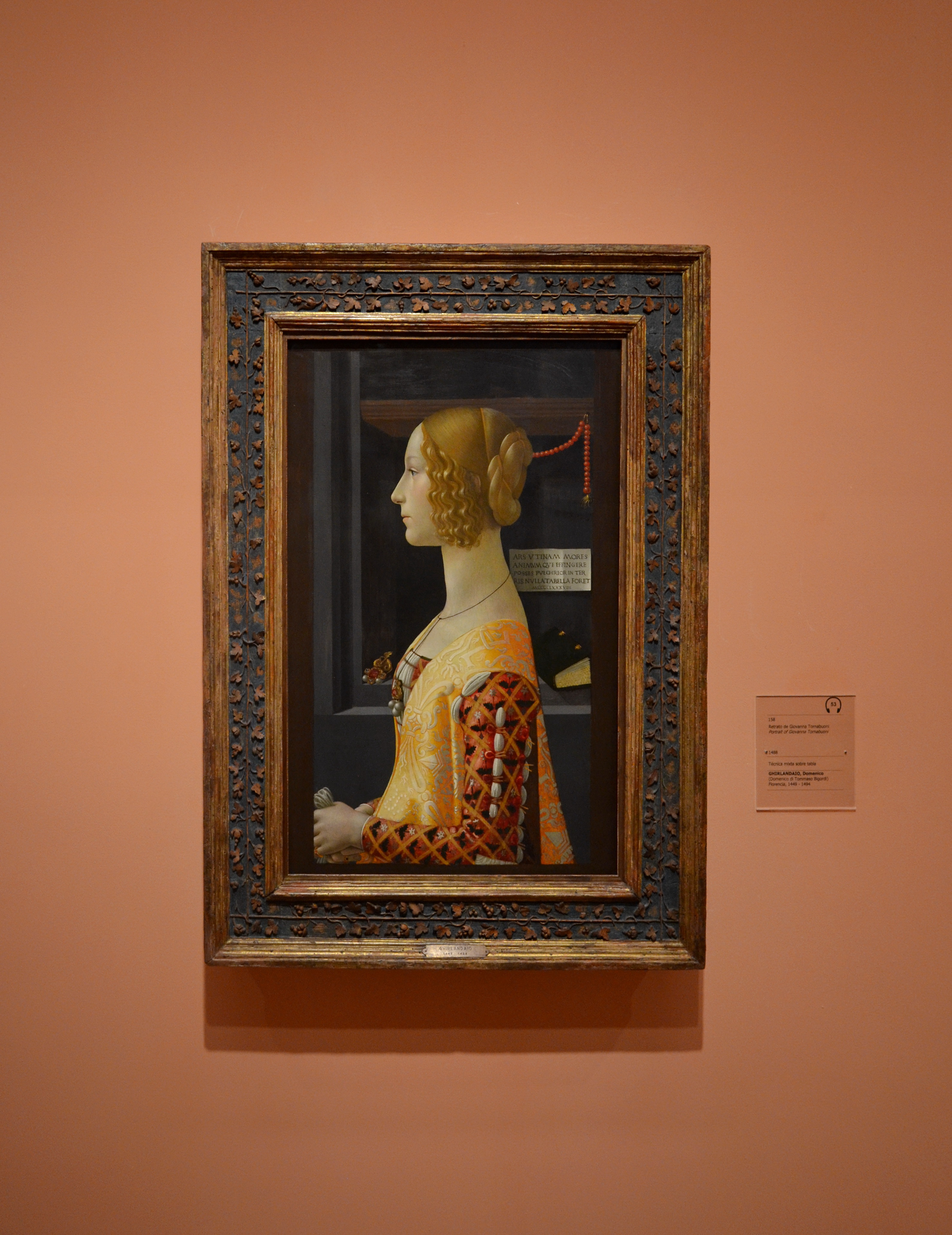
肖像画の額縁と展示。

肖像画は元来、トルナブオーニ宮にあるロレンツォ・トルナブオーニの特別室、カメラ・デル・パルチョ・ドーロ（camera del palcho d'oro, イタリア語で金色の梁のある部屋）に置かれていた。肖像画が飾られている間、故人の肖像画は血筋を記録し、重要人物の具体例を示し、愛する人物を記念するのに役立った。宮殿の公共スペースでの展示はジョヴァンナの死を記念し、トルナブオーニ宮の代表的人物としてジョヴァンナを提示していたと考えられる。
肖像画は17世紀にトルナブオーニ家からパンドルフィーニ家（Pandolfini family）の手に渡ったと言われている。さらにフランスのフロランタン＝アッキレ・セリエール男爵、ヴィルヘルミーネ・フォン・ザーガンのコレクションとなった後に、ブライトンのコレクター、ヘンリー・ウィレットが所有した。この人物は美術評論家ジョン・ラスキンの知人で、1888年から1896年にかけて絵画をロンドンのナショナル・ギャラリーに貸与した。その後、肖像画はドイツ出身のパリの銀行家ロドルフ・カンが取得し、ロドルフ・カンの死後は、彼の有名なコレクションとともに美術商ジョセフ・デュヴィーンによって購入された。1907年、絵画をデュヴィーンから38,000ドルで購入したのはアメリカ合衆国の投資銀行家ジョン・ピアポント・モルガンであった。その後はニューヨークのモルガン・ライブラリーに所蔵されていたが、1935年に競売で売却され、ハンス・ハインリヒ・ティッセン＝ボルネミッサ男爵のコレクションに加わった。